# Kreidelucke
Die Kreidelucke (auch Kreidenlucke) ist eine natürliche Karsthöhle bei Hinterstoder im Toten Gebirge. Sie ist mindestens 1140 Meter lang und weist eine Höhendifferenz von 76 Metern auf. Sie ist damit eine der längsten Höhlen der Prielgruppe. Sie steht als Naturdenkmal (Listeneintrag) unter staatlichem Schutz.

## Lage
Der Eingang zur Höhle befindet sich im Durchbruchstal der Steyr zwischen dem Kleinen Priel im Westen und dem Poppenberg im Osten. Vom Ortsausgang Hinterstoders folgt man dem Flötzersteig etwa 300 m nach Norden. Hier beginnt ein kurzer Steig, der zum Höhleneingang am Fuß des Kleinen Priels führt.

## Beschreibung
Die Kreidelucke ist eine für den Dachsteinkalk typische Schichtfugenhöhle. Zur Zeit der Schneeschmelze und nach langen Regenperioden ergießt sich Wasser aus ihrem Eingang, das durch das 75 m lange, sonst trockenliegende, felsige Bachbett in die Steyr fließt. Auch in Trockenzeiten halten sich im Höhleninneren mehrere Seen. Die im Jahresverlauf leicht schwankende Temperatur beträgt für Luft und Wasser rund 8 °C.
Der Eingang zur Höhle hat eine Höhe von 8 Metern. Seine Form wird von einer schräg stehenden Harnischfläche bestimmt, die auf einer Länge von 30 Metern die Nordseite der Höhle bildet. Die Höhle führt zunächst bei einer durchschnittlichen Höhe von 7 Metern und fast ebener Sohle nach Südwesten. Nach 30 Metern gibt es eine erste Engstelle. Dahinter befindet sich ein komplexes System aus Gängen, Schächten und Kammern, das immer wieder Höhlenseen und -bäche aufweist. Lokal gibt es reiche Ablagerungen von Mondmilch. In der Säulenhalle befindet sich der Steinerne Wasserfall. Insgesamt hat die Kreidelucke eine Länge von 1160 Metern. Ihr höchster Punkt liegt 50 Meter über dem Niveau des Eingangs, der tiefste 26 Meter darunter.

## Erforschungsgeschichte und Schutzstatus
Die Kreidelucke ist seit Jahrhunderten bekannt und wurde zuerst von Schatzgräbern begangen. Die ältesten in die Wände im Innern geritzten Jahreszahlen stammen aus dem 18. Jahrhundert. Die wissenschaftliche Erforschung begann mit Hans Hauenschild, der die Höhle in den Jahren 1864 und 1865 besuchte und im Jahrbuch des Österreichischen Alpenvereines beschrieb. Er fand Spuren des früheren Abbaus von Mondmilch, der man heilende Wirkung bei verschiedenen Leiden von Tier und Mensch zuschrieb. Diesen Ablagerungen, die bei Wasserentzug zu einem kreideartigen Staub zerfallen, verdankt die Höhle ihren Namen.
1909 führte Georg Lahner eine Vermessungsexpedition durch, die eine horizontale Ausdehnung von 400 m feststellte. Im selben Jahr nahm Ludwig Lämmermayr (1877–1943) eine Bestandsaufnahme der Vegetation im Eingangsbereich der Höhle vor. Eine umfangreiche Vermessung und wissenschaftliche Erschließung der Kreidelucke erfolgte 1949 durch eine Gruppe der Sektion Edelweiss des Österreichischen Alpenvereins unter Leitung von Erik Arnberger und Heinrich Salzer (1910–1992).
Unmittelbar nach der wissenschaftlichen Bestandsaufnahme wurde die Kreidelucke am 8. Januar 1950 als Naturdenkmal unter Schutz gestellt.

## Tierwelt
Die Kreidelucke zählt zu den bedeutendsten Winterquartieren für Fledermäuse in Österreich. Nachgewiesen wurden die Große Hufeisennase, die Kleine Hufeisennase, das Große Mausohr, die Kleine Bartfledermaus und die Mopsfledermaus. In wassergefüllten Lachen am Felsboden wurden Larven des Feuersalamanders gefunden. Von Ende Juli bis Mitte April trifft man den Olivbraunen Höhlenspanner und die Zackeneule in der Höhle an. Auch Weberknechte und Gemeine Stechmücken überwintern in der Höhle.
Im lichtlosen Höhleninnern leben ganzjährig Wirbellose wie Dachstein-Blindkäfer, Höhlenflohkrebse, Samenfüßer, Doppelschwänze, Springschwänze, Höhlenbuckelfliegen sowie Österreichische Quellschnecken.

## Tourismus
Die Höhle ist gut erschlossen und mit Sicherheitseinrichtungen wie Seilen und Trittbügeln ausgestattet. Sie darf nur in Begleitung geprüfter Höhlenführer des Nationalparks Kalkalpen betreten werden. Die Nationalparkverwaltung bietet im Zeitraum vom 15. Mai bis 30. September geführte Touren an. Für Familien veranstaltet das Tourismusamt Hinterstoder regelmäßig Sagenerzählungen in der Höhle.

## Sagen
Höhlen haben die Fantasie der Menschen schon immer angeregt. Einige die Kreidelucke betreffende Sagen finden sich im Buch Hinterstoder mit dem Stoderthale, das der Oberlehrer Josef Angerhofers (1860–1947) 1891 unter dem Pseudonym A. N. Gerhofer im Selbstverlag publizierte. Erzählt wird vom Teufel, dem die Bewohner des Stodertales zu fromm waren, sodass er beschloss, die Steyr zwischen Kleinem Priel und Steyrsberg aufzustauen, um die Menschen zu ertränken. Als ihm das nicht gelang, fuhr er direkt durch den Berg in die Hölle, wobei die Kreidelucke entstand. Eine weitere Sage berichtet von einem Schatz, der jenseits eines Höhlensees in der Kreidelucke in einer eisernen Truhe liegt, die von einem schwarzen Hund bewacht wird. Zudem soll ein Lindwurm im Kleinen Priel hausen, der seine Luft durch die Kreidelucke erhält.